# Budapest-Déli pályaudvar
Budapest-Déli pályaudvar (česky Budapešť jižní nádraží) je třetím největším budapešťským nádražím po Budapest-Keleti pályaudvar a Budapest-Nyugati pályaudvar.

## Obecný přehled
Nádraží bylo otevřeno roku 1861

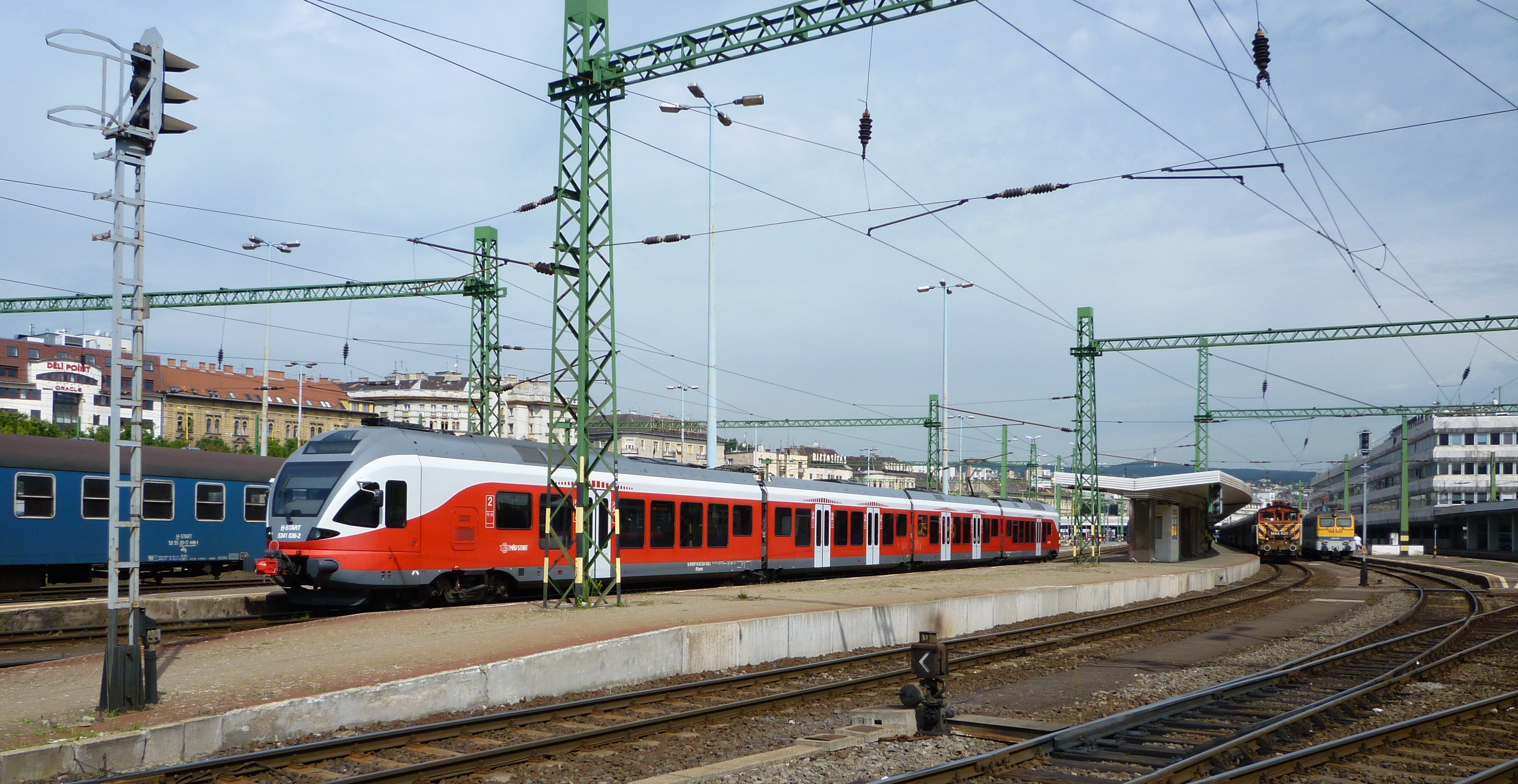
Souprava Stadler FLIRT na Jižním nádraží

jako koncová stanice maďarské Jižní dráhy. V letech 1960–1975 byla provedena jeho kompletní rekonstrukce. Nádraží bylo tehdy zásadním způsobem zmodernizováno. Jezdí odtud vlaky především do jižního Maďarska a mezistátní vlaky směrem na Záhřeb, z nichž se část přesunula na Keleti pályaudvar (Východní nádraží).
Nachází se zde konečná stanice metra linky M2 (západ – východ), které toto nádraží spojuje s centrem města a přímo také s nádražím Keleti pályaudvar. (Východní nádraží)

## Železniční tratě
Na nádraží začínají tyto železniční tratě:
- Železniční trať Budapešť – Hegyeshalom – Rajka (MÁV 1)
- Železniční trať Budapešť – Székesfehérvár (MÁV 30a)
- Železniční trať Budapešť – Pusztaszabolcs (MÁV 40a)

## Železniční doprava
Železniční stanici Budapest-Déli pályaudvar obsluhují dálkové mezistátní, vnitrostátní, regionální spoje směřující kupříkladu do měst:
- Praha
- Lublaň
- Záhřeb
- Dunaújváros
- Győr
- Komárom
- Martonvásár
- Nagykanizsa
- Pusztaszabolcs
- Székesfehérvár
- Szombathely
- Tapolca
- Tatabánya
- Veszprém
- Zalaegerszeg

## Galerie

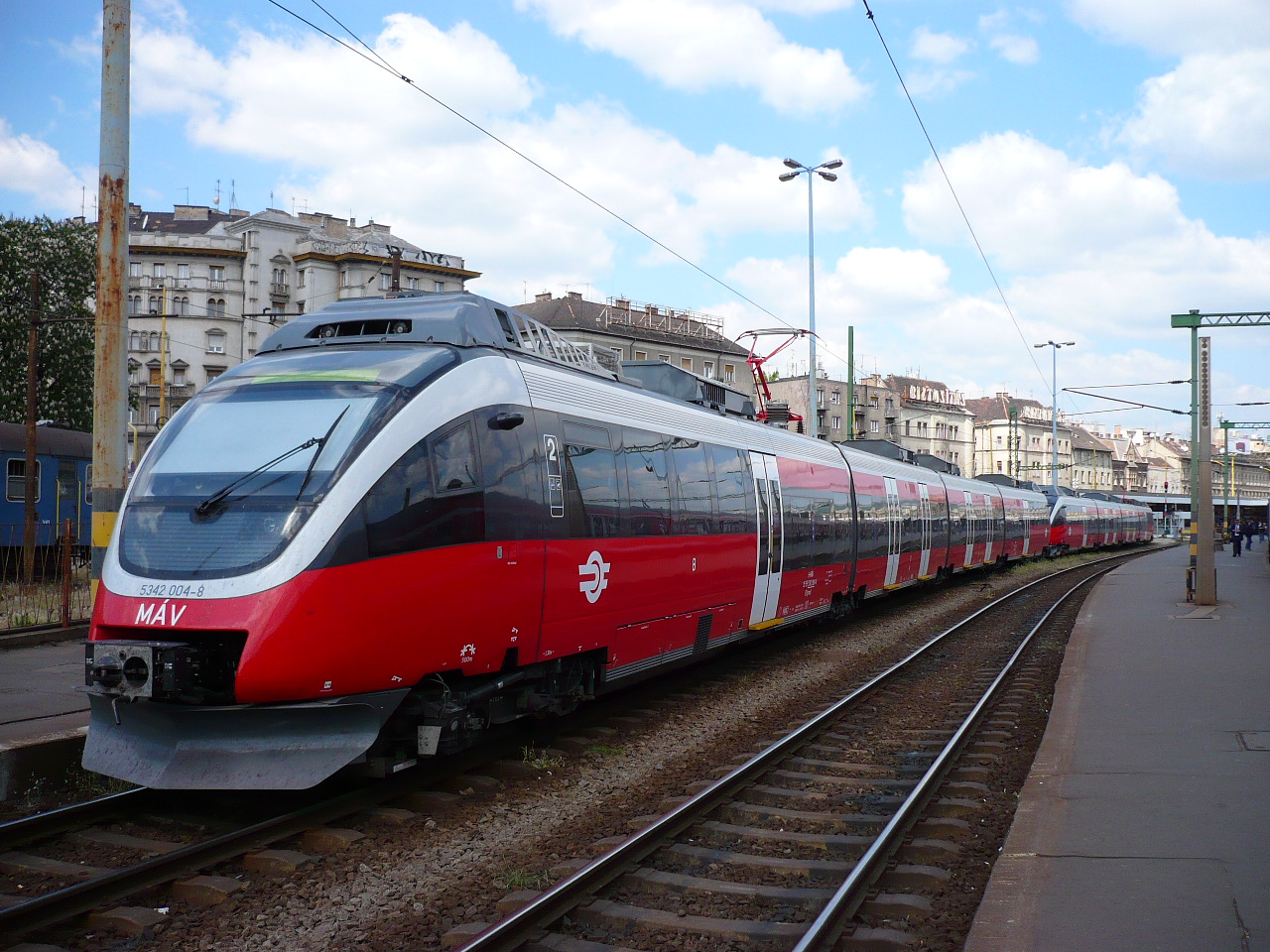
Elektrický vlak Talent na Jižním nádraží
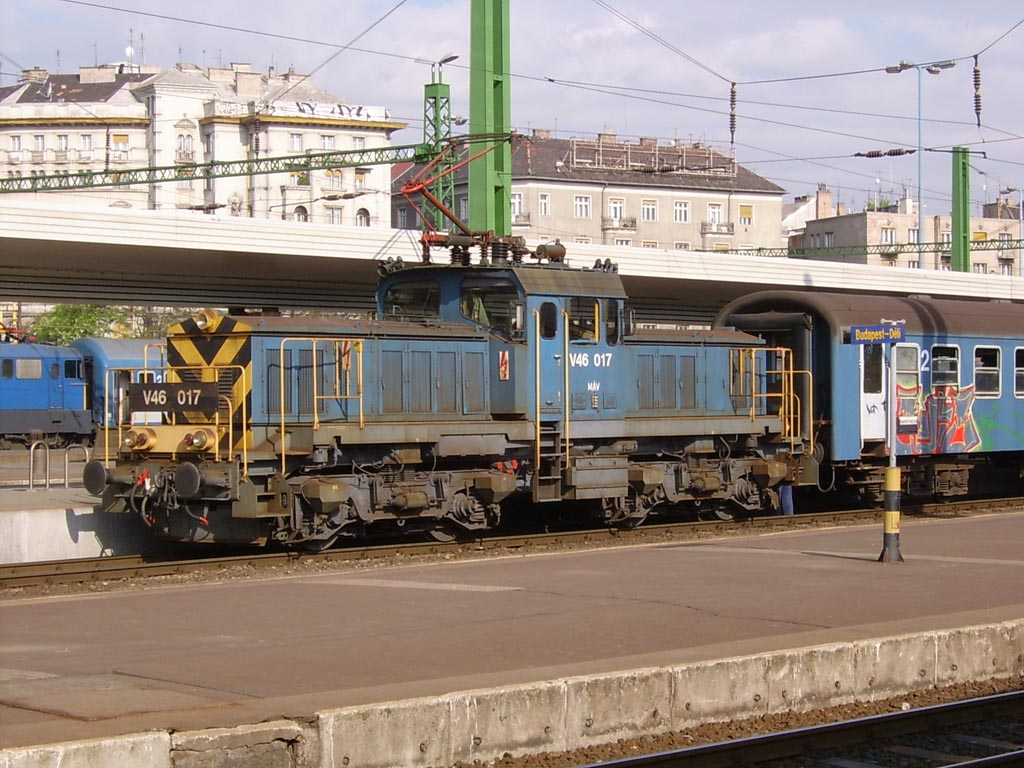
Elektrická lokomotiva V46-017 na Jižním nádraží
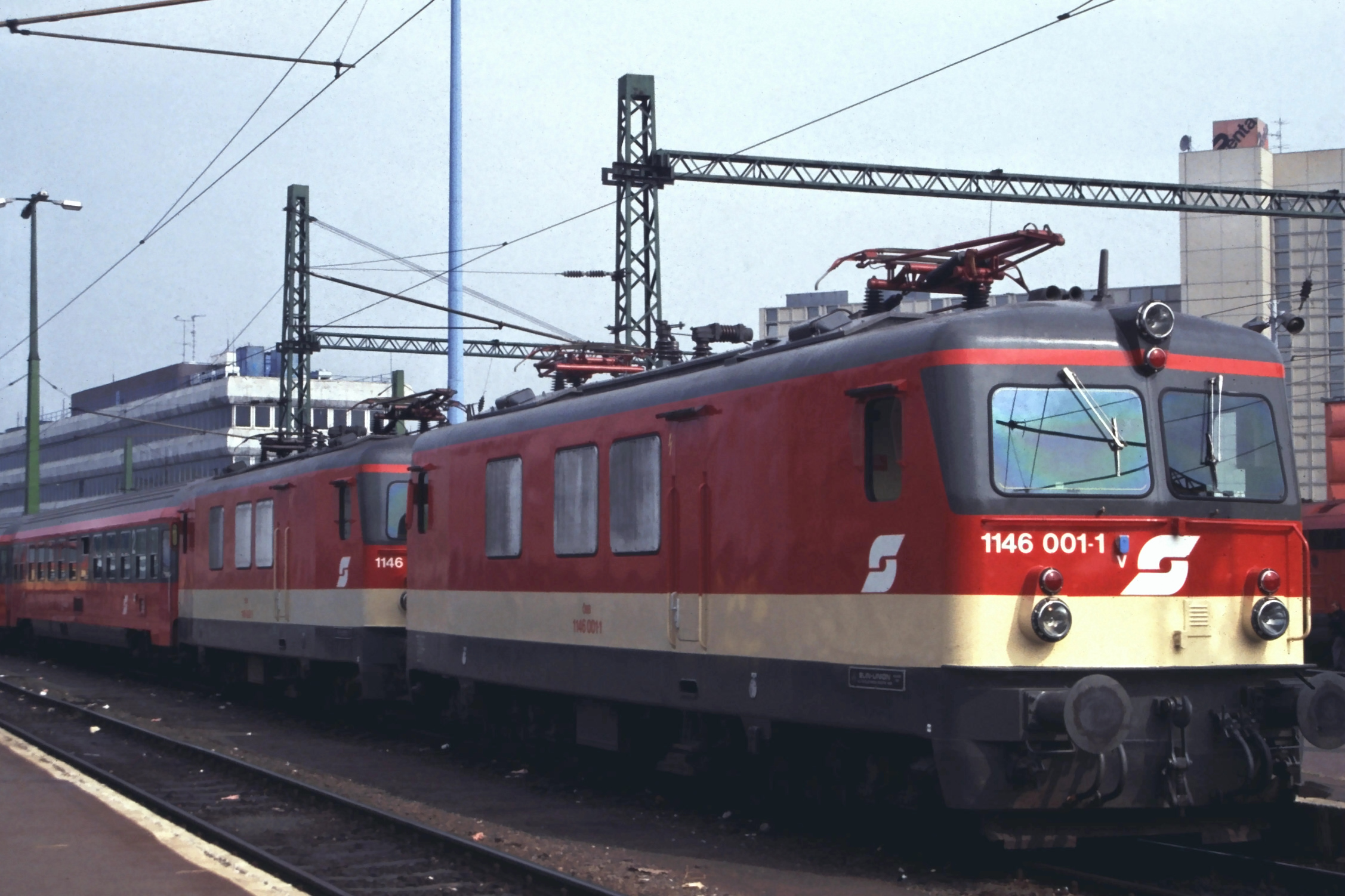
Rakouská lokomotiva na Jižním nádraží
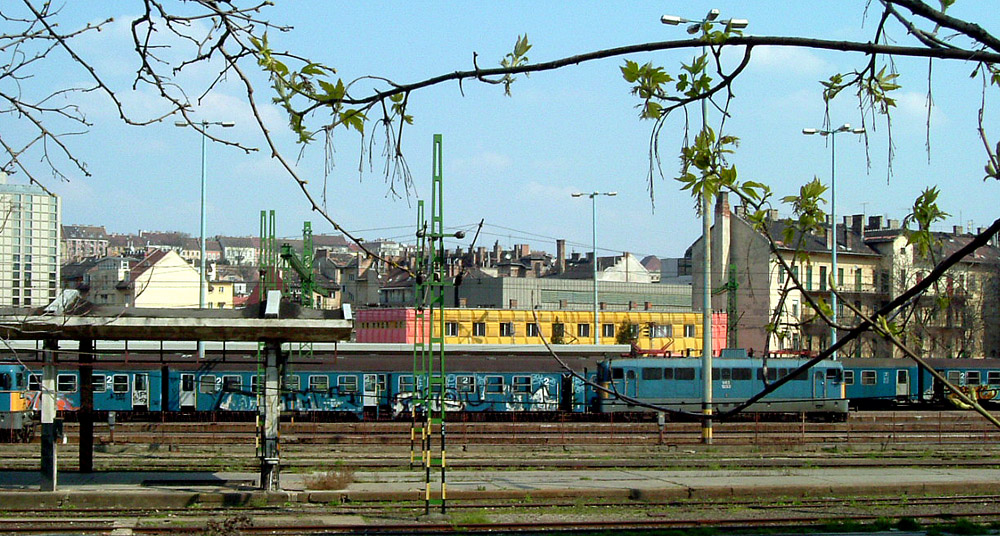
Jeden z vlaků na Jižním nádraží
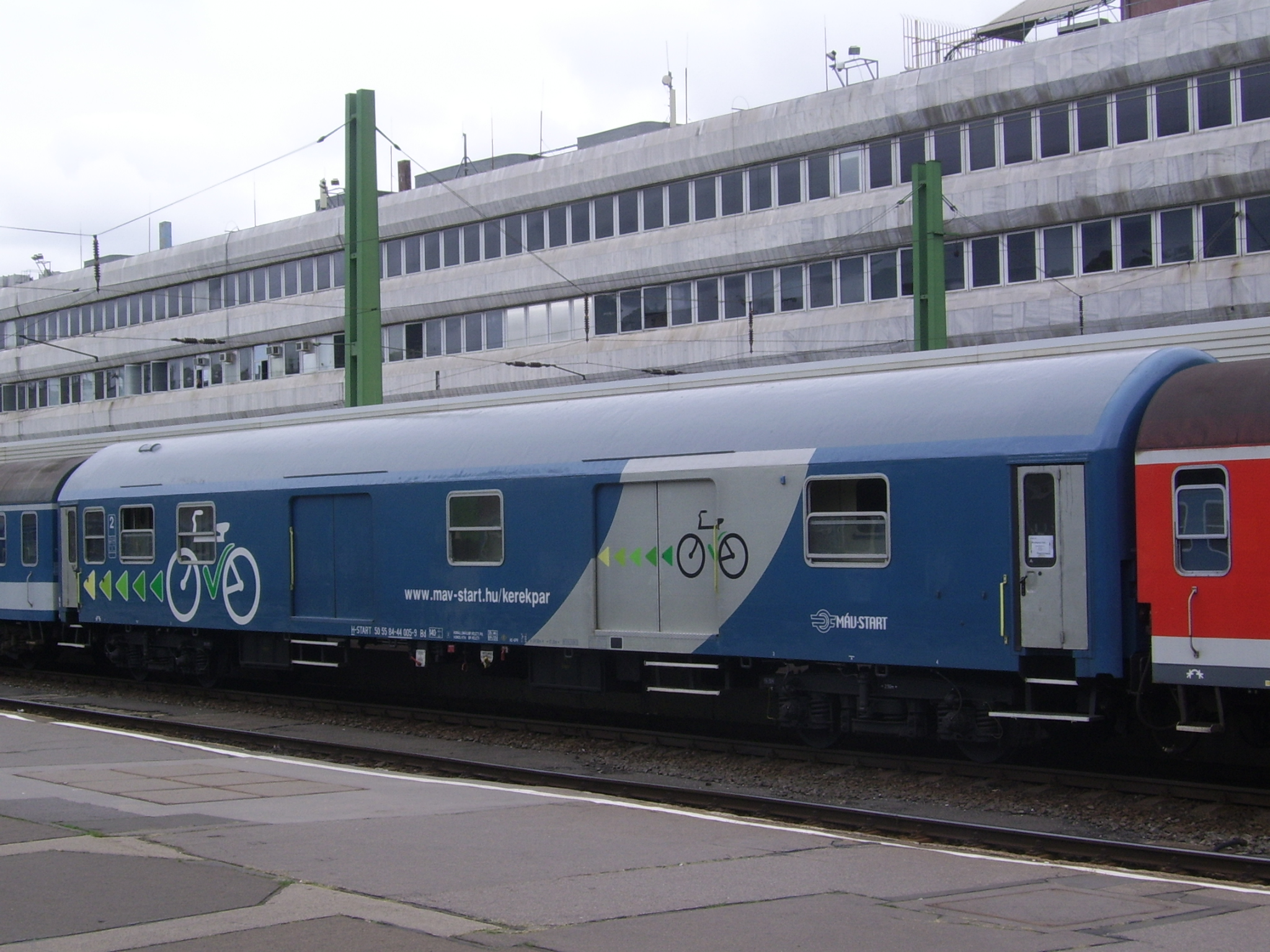
Jeden z vozů společnosti MÁV-START na Jižním nádraží